# Falco moluccensis
Il gheppio macchiato (Falco moluccensis Bonaparte, 1850) è un uccello falconiforme della famiglia dei Falconidi. Se ne riconoscono due sottospecie: F. m. microbalius, originaria di Sulawesi, Giava e delle Piccole Isole della Sonda, e quella nominale, F. m. moluccensis, diffusa nel resto dell'areale. Si ritiene che sia un parente stretto del gheppio australiano, tanto che alcuni studiosi riuniscono le due forme in un'unica specie.

## Descrizione
Il maschio di questo piccolo falco (28–30 cm di lunghezza) è coperto da un tipico piumaggio rosso mattone maculato di nero, con ventre giallastro, anch'esso macchiato, testa grigia e ampia coda grigia con una evidente banda nera all'estremità. Il piumaggio della femmina è invece bruno-castano chiaro macchiato di nero, e diventa bruno-rossiccio sulla coda.

## Distribuzione e habitat
Vive a Giava, Sulawesi e nelle Molucche, in distese erbose con alberi sparsi, nei terreni agricoli e ai margini delle foreste, sia primarie che secondarie. Lungo le strade aperte dai boscaioli, il gheppio macchiato penetra occasionalmente all'interno delle foreste e talvolta occupa le radure. Vive anche nei pressi delle abitazioni.

## Biologia

### Alimentazione
Il gheppio macchiato si nutre principalmente di piccoli mammiferi, uccelli, lucertole e insetti.

### Riproduzione
Si incontra sia da solo che in coppie e talvolta si raggruppa in piccoli stormi di 5-6 esemplari. Come posatoi utilizza alberi secchi e pali del telefono. A Sumba ne è stato trovato un nido sulla sommità di una palma e un altro nel punto più alto del tetto di paglia di una casa tradizionale. Parate di corteggiamento sono state osservate durante la stagione secca (giugno-luglio) e le coppie sono state viste preparare insieme il nido all'inizio della stagione delle piogge (dicembre-gennaio).